# José Lutzenberger
José Antônio Kroeff Lutzenberger (Porto Alegre, 17 de diciembre de 1926-Porto Alegre, 14 de mayo de 2002) fue un agrónomo, escritor, filósofo, paisajista, ecologista y ambientalista brasileño que participó activamente en la lucha por la preservación ambiental.

## Historia
Hijo de inmigrantes alemanes, se formó como ingeniero agrónomo y químico en Brasil y la Universidad Estatal de Luisiana. Durante muchos años trabajó para las compañías del sector, principalmente para BASF, viajando por varios países como técnico y ejecutivo de la empresa. Al final de los años 1960 empezó a desilusionarse con las políticas dañinas para el medio ambiente y en 1970 dejó su trabajó para dedicarse a la causa de la ecología.
En 1971, junto con un grupo de simpatizantes de Porto Alegre, fundó la Asociación Gaúcha de Protección del Ambiente Natural (Agapan), la primera asociación ecológica de Brasil. Pronto su rostro empezaría a ganar proyección local, nacional e internacional en innumerables campañas ecológicas, consiguiendo importantes conquistas en una época en que el ecologismo todavía era cosa desconocida por la mayoría. De hecho, consiguió llamar la atención hacia el tema con su personalidad enérgica y competitiva y su sólida preparación intelectual y científico. Su liderazgo del movimiento en Brasil se consolidó en 1976, cuando lanzó el libro Manifiesto ecológico brasileiro: ¿El fin del futuro?, su obra más conocida. Publicó muchos otros textos y dio charlas por todo mundo, sensibilizando a grandes e influyentes audiencias, y al mismo tiempo despertando la furia de otros sectores de la sociedad, siendo calificado, al mismo tiempo, de genio pionero y de loco fanático.
En 1987 se alejó de la Agapan y creó la Fundación Gaia, dedicada a la promoción de un modelo de vida sostenible, presidiéndola hasta su muerte. Continuaba envuelto en innumerables otros proyectos locales y en otras regiones, conducía también una empresa de reciclaje de residuos industriales. En 1988 Lutzenberger recibió el Right Livelihood Award, conocido como el "Premio Nobel alternativo". En 1990 fue invitado por el presidente de Brasil, Fernando Collor de Melo para asumir el cargo del Secretario del Medio Ambiente. Su actuación fue breve y muy controvertida, pero dejó realizadas obras importantes como la demarcación de las tierras yanomamis. Su estilo contundente de crítica, no retrocedía ante nadie, mucho menos ante el gobierno, lo que no dejó de traerle problemas, y después de denunciar la corrupción en Ibama, en 1992, fue dimitido.
Alejado del escenario político, dio continuidad a su trabajo independientemente, siendo constantemente reclamado para dar entrevistas, charlas y asesorías de diversos tipos hasta su muerte, procurando mantenerse atento a los nuevos problemas ambientales que el progreso genera y a la vez plantear las soluciones que el mismo progreso puede ofrecer siendo conducido con sabiduría. El valor de su contribución fue reconocido mundialmente, recibiendo innumerables distinciones importantes, como el Premio Nobel Alternativo, la Orden del Ponche Verde, la Orden de Rio Branco, la Orden del Mérito de la República Italiana y doctorados honoris causa, además de ser considerado como uno de los pioneros y uno de los mayores iconos del movimiento ecológico brasileño.